# Potvorice
Potvorice este o comună slovacă, aflată în districtul Nové Mesto nad Váhom din regiunea Trenčín. Localitatea se află la altitudinea de 174 m deasupra n.m., se întinde pe o suprafață de 4,05 km2 și în 2017 număra 677 de locuitori.

## Istoric
Localitatea Potvorice este atestată documentar din 1263.

## Demografie
| An:                | 1994 | 2004   | 2014   | 2024    |
| ------------------ | ---- | ------ | ------ | ------- |
| Număr de persoane: | 528  | 561    | 609    | 714     |
| Diferență:         |      | +6,25% | +8,55% | +17,24% |

| An:                | 2023 | 2024   |
| ------------------ | ---- | ------ |
| Număr de persoane: | 707  | 714    |
| Diferență:         |      | +0,99% |